# Samuel Fielden
Samuel "Sam" Fielden (Todmorden, 25 de febrero de 1847 - Colorado, 7 de febrero de 1922) fue un pastor metodista, socialista, anarquista  y activista estadounidense nacido en Inglaterra, del movimiento obrero quien fue arrestado durante la Revuelta de Haymarket.

## Biografía

### Muerte y legado
Sam Fielden  murió en su rancho en Colorado en 1922, es el único de los enjuiciados de Haymarket que no está enterrado en el monumento a los mártires de Haymarket en Chicago. Esto se debe a que fue enterrado junto a su esposa Sarah (1845-1911), su hijo Samuel Henry "Harry" (1886-1972) y su hija Alice (1884-1975) en el cementerio de La Veta (Pioneer) en el condado de Huérfano en Colorado.